# Jayariyú Farías Montiel
Jayariyú Farías Montiel (Maracaibo, Zulia, Veneçuela, 8 d'abril de 1978 - 21 de setembre de 2017) va ser una periodista, locutora, fundadora i directora del periòdic wayuunaiki d'origen wayúu. Activista pels drets de les comunitats indígenes.

## Biografia
El seu pare va ser el comunicador Gerardo Jesús Farías. La seva infantesa va estar marcada pels seus constants viatges al territori de la seva família en el municipi Guajira, de l'estat Zulia. Es va dedicar a estudiar periodisme per influències del seu pare, qui la va encaminar cap al periodisme amb èmfasi en les problemàtiques socials de les comunitats indígenes. Va ser mare de 3 nens.
Va morir l'any 2017 per complicacions d'un edema cerebral a causa d'una deficiència diabètica.

## Carrera
Va estudiar a la Universitat Catòlica Cecilio Acosta la carrera de comunicació. En culminar la seva carrera es va dedicar principalment a establir les bases del periòdic wayuunaiki, que d'antuvi va néixer com un projecte universitari quan a penes culminava la seva preparació acadèmica. Va ser a l'abril de l'any 2000 quan neix el periòdic, que a aconseguir estendre's en el 2006 per a arribar fins a altres regions i zones indígenes de Veneçuela i posteriorment feia la Guajira colombiana, convertint-se en un projecte binacional que arribaria a cobrir tota la zona fronterera que ha estat territori de les comunitats wayúu.
L'any 2010 el periòdic obté el premi Nacional al periodisme a Veneçuela. També va ser nominat al «Premi PIDC-UNESCO de Comunicació Rural» en el 2011. El 13 d'abril de 2015 va sortir l'edició 191 que es va titular “Mil historias que contar”.
Al maig de 2012 Jayariyú Farías Montiel va denunciar davant el Fòrum Permanent per les Qüestions Indígenes de l'ONU realitzat a Nova York, els constants vessaments petroliers a diversos rius de la regió guajira colombo-veneçolana. Així com també el va desviar del riu Ranchería en el departament de la Guajira colombiana per part de l'empresa Cerrejón. I la desmilitarització del territori wayúu a Veneçuela.